# ييجونغ ملك غوريو
ييجونغ ملك غوريو (ولد في 11 فبراير 1079 ومات في 15 مايو 1122، وحكم من سنة 1105 وحتى وفاته) هو الحاكم السادس عشر لمملكة غوريو الكورية. والده هو الملك سكجونغ ووالدته هي الملكة ميونغي وقد خلف والده عند وفاته. يعتبر عهد الملك ييجونغ عهد نهضة وتقوية للإدارة المركزية، والجيش، وتطوير التعليم، والفنون، بالإضافة لازدهار البوذية والطاوية بشكل كبير في الدولة. بعد وفاته خلفه ابنه الملك إنجونغ.

## الإشارات
1. ↑  Kang Jae-eun. Page: 112.